# Wings over America
Wings over America (englisch für „Flügel über Amerika“) ist das sechste Album der Gruppe Wings. Gleichzeitig ist es das achte Album von Paul McCartney nach der Auflösung der Band The Beatles und sein erstes Livealbum. Es wurde am 10. Dezember 1976 in den USA und Großbritannien veröffentlicht.

## Entstehung

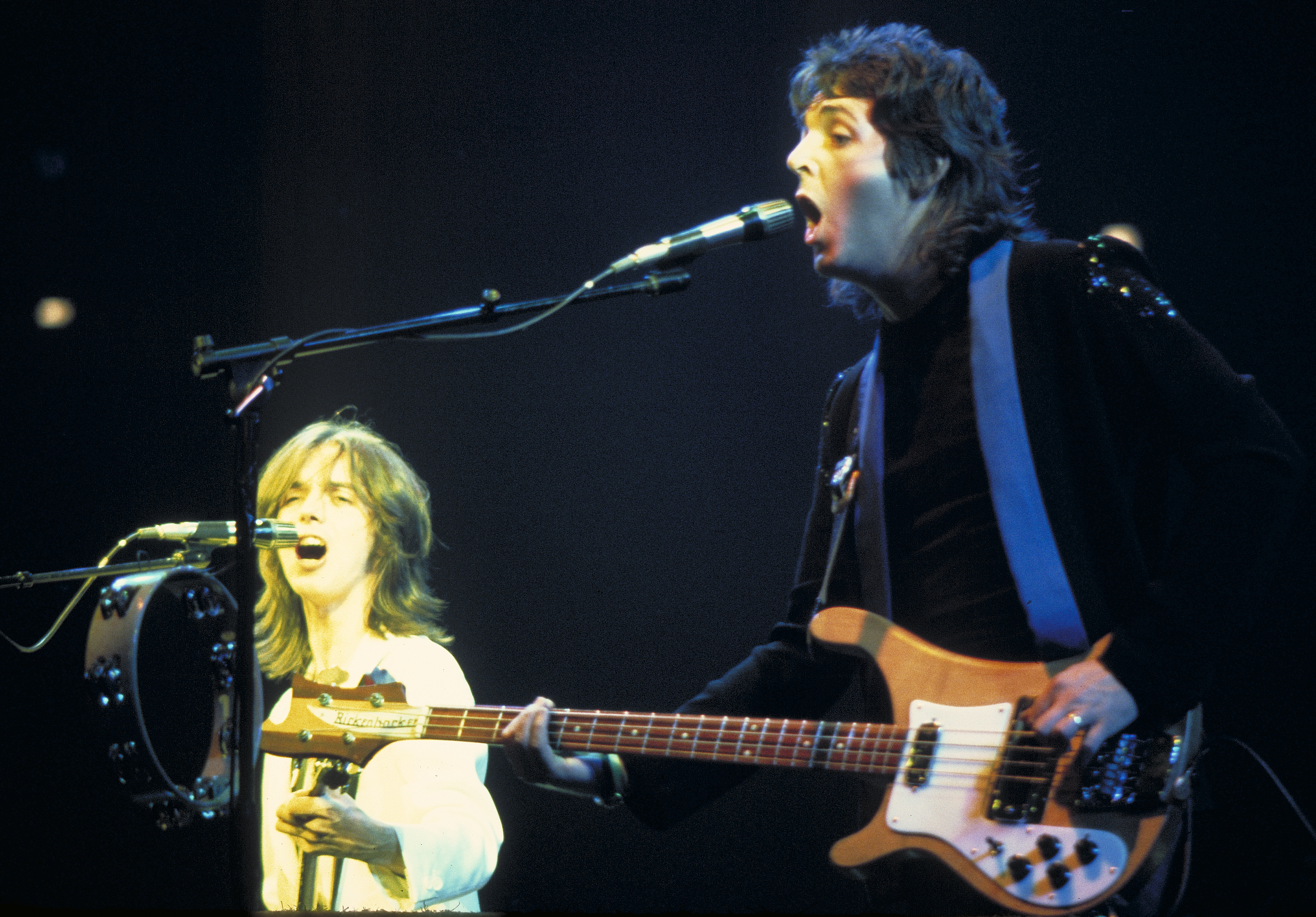
Die Wings live 1976 (Jimmy McCulloch und Paul McCartney)

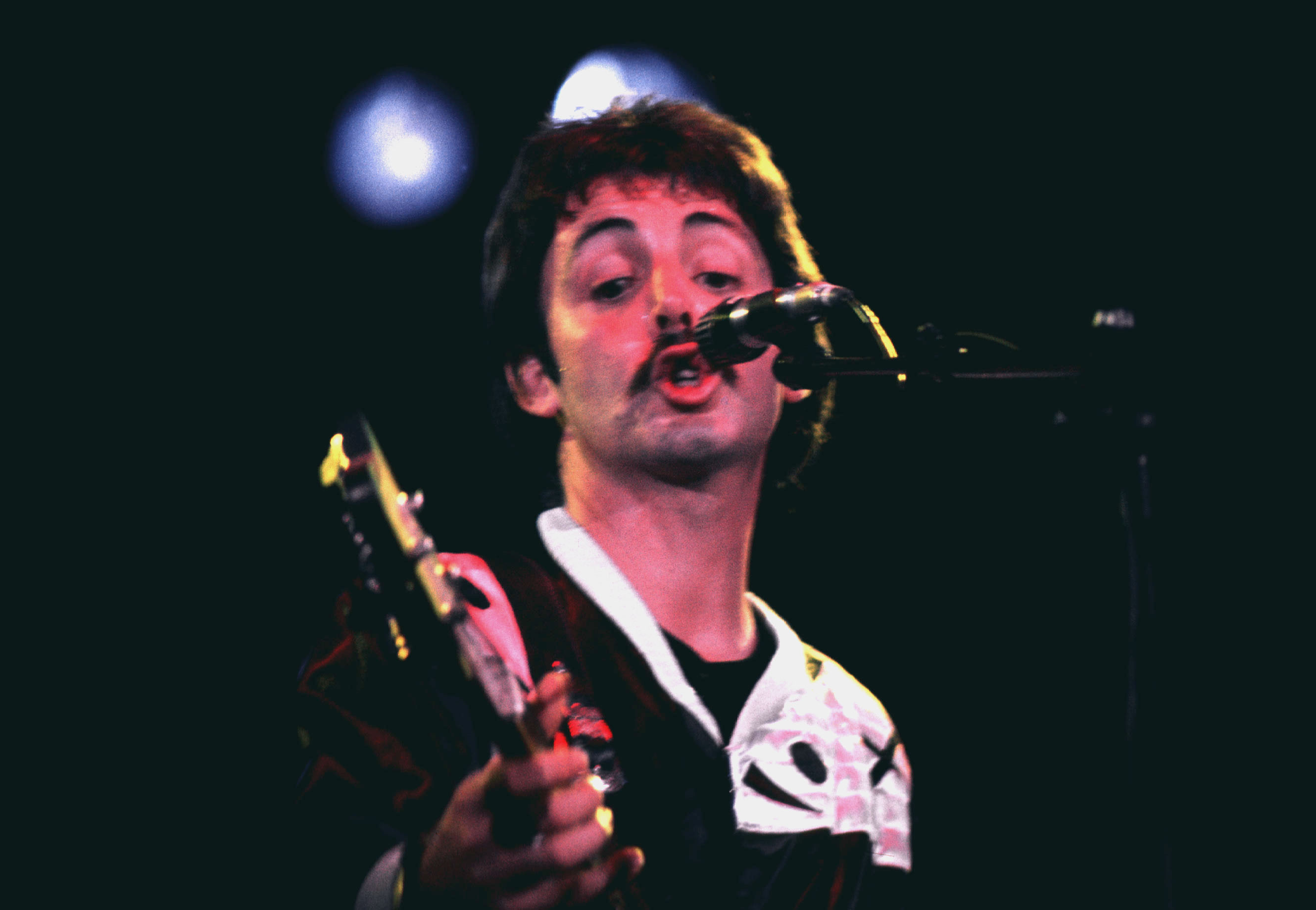
Paul McCartney, 1976

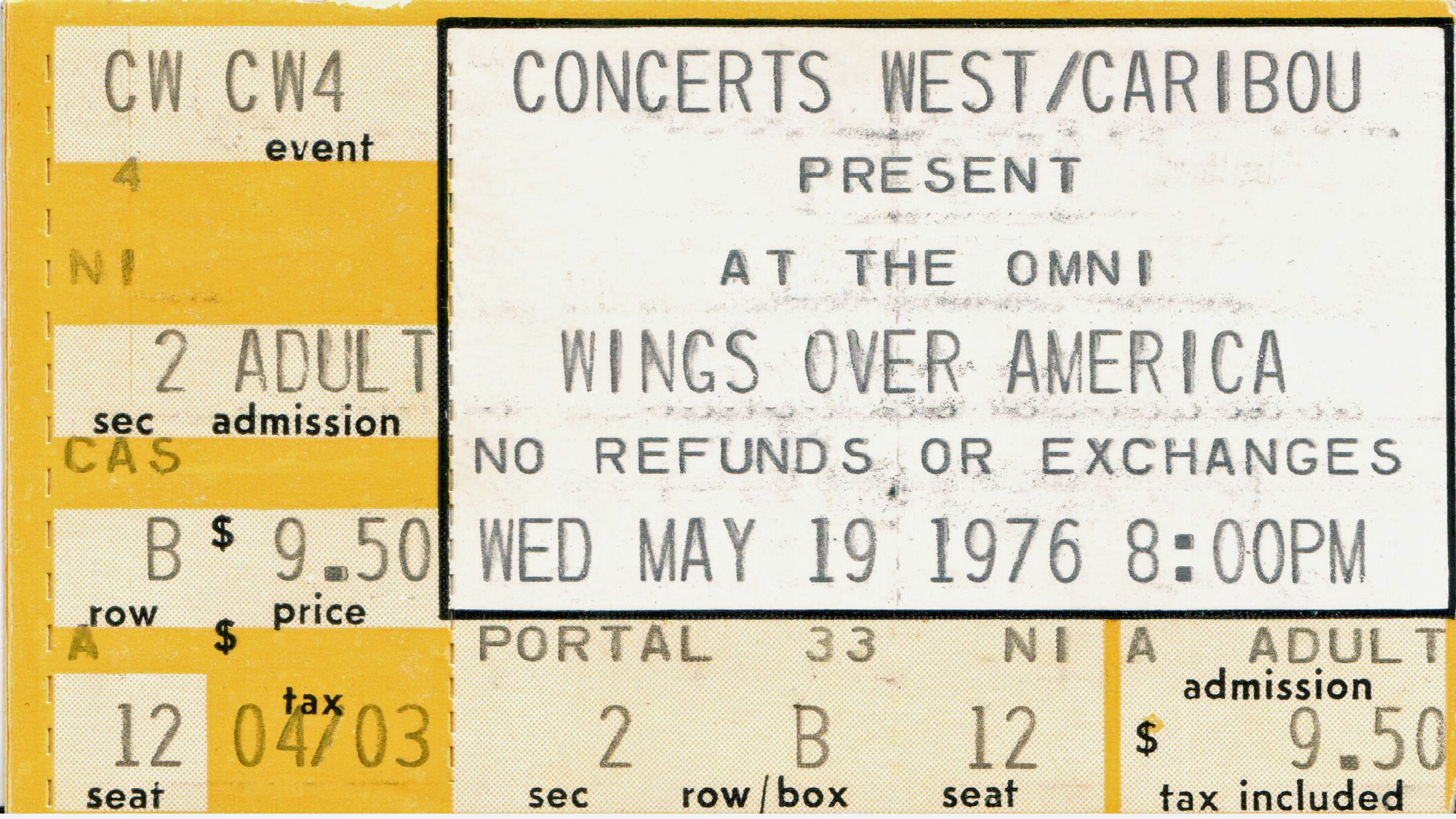
Konzertkarte, 19. Mai 1976

Im Anschluss an die Veröffentlichung ihres Albums Venus and Mars waren die Wings ab September 1975 auf ihre Welttournee Wings over the World gegangen. Vom 6. September bis zum 23. September 1975 gingen die Wings auf Tournee in Großbritannien und gaben 14 Konzerte; gefolgt von einer Australien-Tournee vom 1. November bis zum 14. November 1975 mit neun Konzerten. Erstmals sang Paul McCartney mit den Wings Lieder der Beatles, insgesamt fünf, während er von seinen Solo-Alben Ram und Wild Life keines und von seinem Debütalbum McCartney nur Maybe I’m Amazed und von Red Rose Speedway lediglich My Love spielte. Der wesentliche Anteil des Konzertprogramms stammte von den drei letzten Nummer-eins-Alben der Wings in den USA. Neun Lieder stammen von Venus and Mars, fünf von Band on the Run und vier von Wings at the Speed of Sound. Bei den fünf Beatles-Liedern wurde die Autorenschaft von Lennon/McCartney in McCartney-Lennon umbenannt. Während der Tournee wurden auch drei Lieder gespielt, die zuvor noch nicht auf einem McCartney/Wings-Album erschienen waren. Richard Cory wurde von Paul Simon geschrieben und war ursprünglich auf dem Simon-&-Garfunkel-Album Sounds of Silence erschienen. Die Live-Version von Wings wurde von Denny Laine gesungen, ebenso Go Now, ein Lied, das 1964 ein Hit seiner ehemaligen Band The Moody Blues war. Go Now wurde nur während der drei Konzerte vom 21. bis zum 23. Juni in Los Angeles gespielt. Der letzte neue Song war Soily, den die Wings bereits während ihrer Tournee 1972/73 in Großbritannien und Kontinentaleuropa gespielt hatten.
Nach der Veröffentlichung des Albums Wings at the Speed of Sound setzten die Wings ihre Welttournee vom 20. bis zum 26. März 1976 mit fünf Auftritten in Kontinentaleuropa fort.
Zwischen dem 3. Mai und dem 23. Juni 1976 folgte die Nordamerika-Tournee, unter dem Namen Wings Over America-Tour, die 31 Konzerte umfasste. Jedes der Nordamerika-Konzerte wurde mit einem 24-Spur-Tonbandgerät aufgenommen. Während der Nordamerika-Tournee hatte die Gruppe ein speziell gechartertes BAC 1-11-Flugzeug mit dem Schriftzug Wings Over America auf dem Rumpf und drei Sattelschlepper, die ihre Ausrüstung von Veranstaltungsort zu Veranstaltungsort transportierten. Paul McCartney sagte gegenüber dem Melody Maker über die Welttournee: „In England... Die normalen Veranstaltungsorte sind etwa 3.000, also haben wir ganz natürlich mit 3.000 Leuten angefangen, und dann sind wir zu 5.000, 6.000, 14.000 in Australien gekommen, und dann haben wir in einigen größeren Hallen in Europa gespielt, die eher 15.000 (Plätze) hatten. Ich mag solche Dinge. Ich mag die Dinge Schritt für Schritt.“
Zwischen dem 19. September und dem 21. Oktober 1976 gaben die Wings vier Konzerte in Kontinentaleuropa sowie drei Konzerte in London.

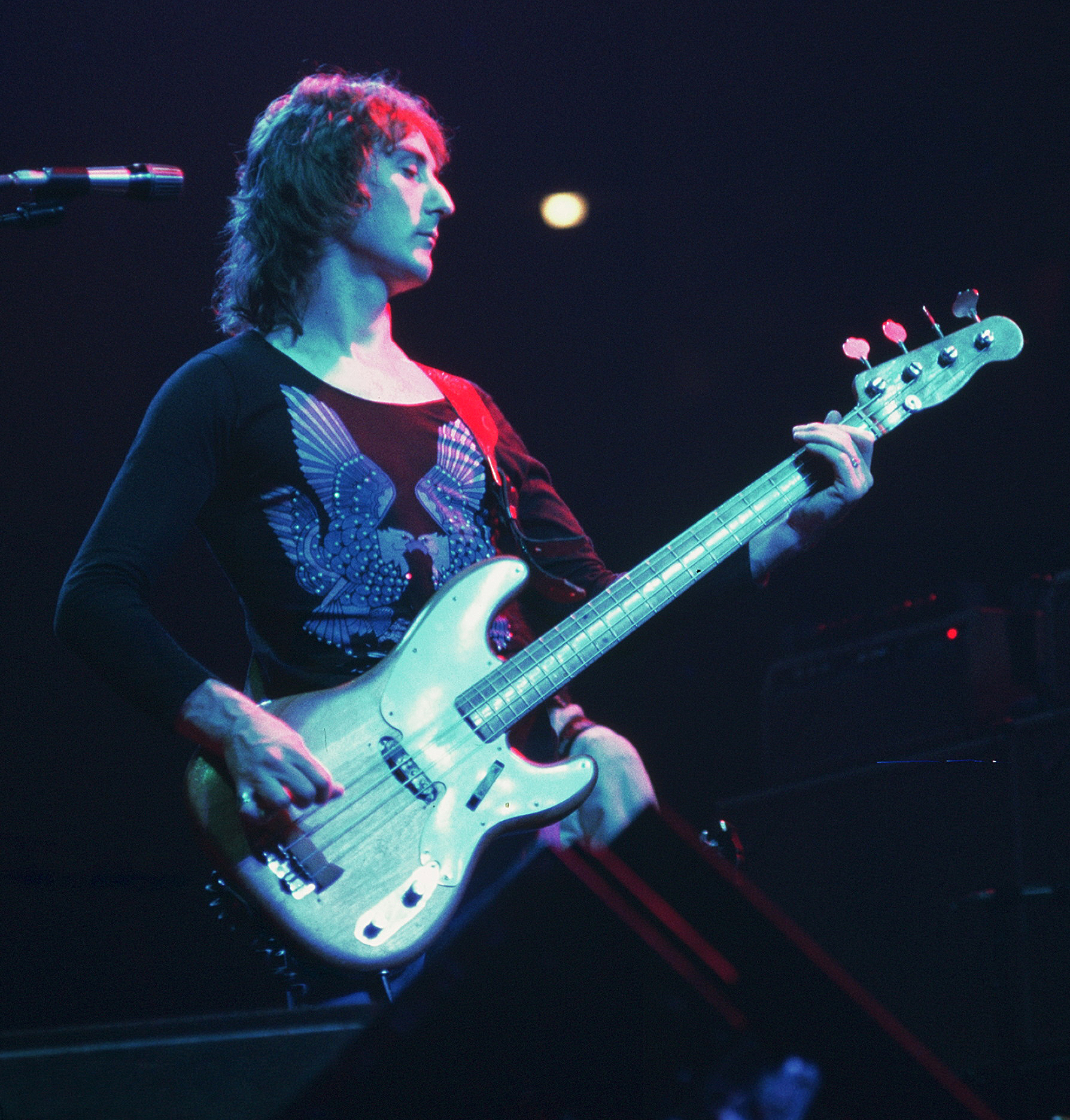
Denny Laine – live 1976

Die Reihenfolge der Lieder auf dem Album entspricht mit der Ausnahme von Go Now der Reihenfolge der Lieder, wie sie während der Konzerte gespielt wurden.
Nach dem Ende der Tournee kehrte McCartney nach England zurück und begann, über 70 Stunden Aufnahmematerial zu sichten, er arbeitete sechs Wochen lang bis zu 14 Stunden am Tag in den Abbey Road Studios und wählte die besten Auftritte aus, um eine komplette Live-Show der Wings zusammenzustellen. Während der Postproduktion wurden einige kleinere Gesangs- und Gitarreneinspielungen korrigiert.
Paul McCartney sagte über die Veröffentlichung des Dreifachalbums: „Es musste am Ende ein dreifaches Album werden, weil wir zweistündige Shows spielten und es keine andere Möglichkeit gab, zwei Stunden Musik auf (eine) Platte zu bekommen. Wenn wir es zu einem Doppelalbum hätten machen können, hätten wir es zu einem Doppelalbum gemacht. Ich mag es nicht, hochpreisige Produkte zu veröffentlichen.“
Weitere Konzerte der Wings fanden erst im November und Dezember 1979 statt.
Wings over America wurde das sechste Nummer-eins-Album für Paul McCartney in den USA.

## Covergestaltung
Das Cover wurde von Designfirma Hipgnosis gestaltet. Richard Evans entwarf die Grafik. Das vordere Titelbild, gemalt von Richard Manning, sollte die Ankunft der Gruppe in Amerika darstellen, wobei Licht aus der sich öffnenden Flugzeugluke austrat. Die Innenseite wurde von Jeff Cummins gemalt, das eine Szene aus einer Liveperformance der Wings zeigt, in der alle Mitglieder zu sehen waren. Dem Album wurde ein Poster von den Wings mit Fotografien von Bob Ellis beigelegt.

## Titelliste
Seite 1
1. Venus and Mars/Rock Show/Jet – 9:56
Venus and Mars/Rock Show ist vom Album Venus and Mars; Jet ist vom Album Band on the Run; aufgenommen am 27. Mai 1976 in Cincinnati
2. Let Me Roll It – 3:51
vom Album Band on the Run; aufgenommen am 27. Mai 1976 in Cincinnati
3. Spirits of Ancient Egypt – 4:04
vom Album Venus and Mars – gesungen von Denny Laine; aufgenommen am 10. Juni 1976 in Seattle
4. Medicine Jar (Jimmy McCulloch/Colin Allen) – 4:02
vom Album Venus and Mars – gesungen von Jimmy McCulloch; aufgenommen am 27. Mai 1976 in Cincinnati

Seite 2
1. Maybe I’m Amazed – 5:10
vom Album McCartney; aufgenommen am 29. Mai 1976 in Kansas City
2. Call Me Back Again – 5:04
vom Album Venus and Mars; aufgenommen am 27. Mai 1976 in Cincinnati
3. Lady Madonna (McCartney–Lennon) – 2:19
Beatles-Single; Aufgenommen am 7. Mai 1976 in Detroit
4. The Long and Winding Road (McCartney–Lennon) – 4:13
vom Beatles-Album Let It Be; aufgenommen am 29. Mai 1976 in Kansas City
5. Live and Let Die – 3:07
Wings-Single; aufgenommen am 22. Mai 1976 in Boston

Seite 3
1. Picasso’s Last Words (Drink to Me) – 1:55
vom Album Band on the Run; aufgenommen am 22. Mai 1976 in Boston
2. Richard Cory (Paul Simon) – 2:50
bisher unveröffentlichtes Wings-Lied, komponiert von Paul Simon und veröffentlicht im Januar 1966 auf dem Album Sounds of Silence – gesungen von Denny Laine; aufgenommen am 23. Juni 1976 in Los Angeles
3. Bluebird – 3:37
vom Album Band on the Run; aufgenommen am 27. Mai 1976 in Cincinnati
4. I’ve Just Seen a Face (McCartney–Lennon) – 1:49
vom Beatles-Album Help!; aufgenommen am 23. Juni 1976 in Los Angeles
5. Blackbird (McCartney–Lennon) – 2:23
vom Beatles-Album The BEATLES; aufgenommen am 22. Mai 1976 in Boston
6. Yesterday (McCartney–Lennon) – 1:43
vom Beatles-Album Help!

Seite 4
1. You Gave Me the Answer – 1:47
vom Album Venus and Mars; aufgenommen am 23. Juni 1976 in Los Angeles
2. Magneto and Titanium Man – 3:11
vom Album Venus and Mars; aufgenommen am 22. Mai 1976 in Boston
3. Go Now (Larry Banks/Milton Bennett) – 3:27
Lied der Gruppe The Moody Blues – gesungen von Denny Laine; aufgenommen am 23. Juni 1976 in Los Angeles
4. My Love – 4:07
vom Album Red Rose Speedway; aufgenommen am 21. Mai 1976 im Nassau Coliseum
5. Listen to What the Man Said – 3:18
vom Album Venus and Mars; aufgenommen am 29. Mai 1976 in Kansas City

Seite 5
1. Let ’Em In – 4:02
vom Album Wings at the Speed of Sound; aufgenommen am 23. Juni 1976 in Los Angeles
2. Time to Hide (Denny Laine) – 4:46
vom Album Wings at the Speed of Sound – gesungen von Denny Laine; aufgenommen am 25. Mai 1976 in New York City
3. Silly Love Songs – 5:46
vom Album Wings at the Speed of Sound; aufgenommen am 25. Mai 1976 in New York City
4. Beware My Love – 4:49
vom Album Wings at the Speed of Sound; aufgenommen am 7. Juni 1976 in Denver

Seite 6
1. Letting Go – 4:25
vom Album Venus and Mars; aufgenommen am 29. Mai 1976 in Kansas City
2. Band on the Run – 5:03
vom Album Band on the Run; aufgenommen am 7. Juni 1976 in Denver
3. Hi, Hi, Hi – 2:57
Wings-Single; aufgenommen am 7. Juni 1976 in Denver
4. Soily – 5:10
bisher unveröffentlichtes Wings-Lied; aufgenommen am 7. Juni 1976 in Denver

## Wiederveröffentlichungen

### Wiederveröffentlichungen bis 1987
- Im März 1985 wurde das Album in den USA erstmals auf CD veröffentlicht.[1]
- Am 25. Mai 1987 wurde das Album in Europa auf CD veröffentlicht. Der CD liegt ein 16-seitiges bebildertes Begleitheft bei.[2]

### Archive Collection
Das Album wurde im Mai 2013 vom Musiklabel Hear Music/Concord Music Group als Teil der Paul McCartney Archive Collection remastert veröffentlicht. Es erschien in folgenden Formaten:
- Standard Edition
Doppel-CD; das originale 28-Track Album. Das Remastering erfolgte von Guy Massey, Steve Rooke und Simon Gibson in den Abbey Road Studios. Das CD-Album hat ein aufklappbares Pappcover, dem ein achtseitiges bebildertes Begleitheft beigegelegt ist, das Informationen zum Album beinhaltet. Das Design stammt von der Firma YES.[3]
- Limited Deluxe Edition
Beinhaltet die remasterte Doppel-CD, zusätzlich mit einer weiteren CD (Wings over San Francisco-Live at the Cow Palace, Inhalt: Acht Livetitel, die am 13. und 14. Juni 1976 aufgenommen wurden), einer DVD (Inhalt: Eine Tournee-Dokumentation Wings over the World sowie ein Kurzfilm Photographer’s Pass) und einem 80-seitigen gebundenen Buch (The Ocean View) mit Bleistift- und Pastellzeichnungen[4] von Humphrey Ocean, einem 60-seitigen Buch (Look!) mit Bildern von Linda McCartney, einem 112-seitigen Buch (Wings over America) von David Fricke mit Fotos und Erläuterungen zur Tournee, ein 136-seitiges Buch (Wings over America 76) enthält neben den eingelegten drei CDs und der DVD, unter anderen Tourpässe, Eintrittskarten, Promotionfotos und Promotiontexte, Einladung zur Tourparty, die „Setlist“ sowie das 32-seitige Tourheft als Faksimile, drei Hochglanzfotos, Fotos von fünf Stadien, weiterhin enthält die Ausgabe einen Code zum Download des Albums mit den Bonustiteln. Der gesamte Inhalt befindet sich in einer Schuber-Box.[5]

Die CD Wings over San Francisco (Live at The Cow Palace) enthält folgenden Inhalt:
1. Let Me Roll It – 4:19
2. Maybe I’m Amazed – 5:27
3. Lady Madonna (McCartney–Lennon) – 3:22
4. Live and Let Die – 3:38
5. Picasso’s Last Words – 2:14
6. Bluebird – 4:28
7. Blackbird (McCartney–Lennon) – 2:38
8. Yesterday (McCartney–Lennon) – 1:57

- Exclusive-Version
Doppel-CD; das originale 28-Track Album plus einer zusätzlichen CD (Wings over San Francisco-Live at the Cow Palace), Vertrieb von Best Buy in den USA.[6]

- Das Album wurde ebenfalls in Vinyl als Dreifach-LP (neu remastert) veröffentlicht. Dem Album liegt ein Nachdruck des doppelseitig bedrucktem Posters und ein Download-Code bei.[7]

### Weitere Wiederveröffentlichungen
- Am 14. Juli 2014 wurde eine App von iTunes mit folgenden Inhalt veröffentlicht: 28 Lieder, Filmdokumentation Wings over the World sowie vier digitale Bücher.
- Am 12. Juli 2019 wurde das auf 180 Gramm rotem (1-LP), grünem (1-LP) und blauem (1-LP) Vinyl gepresste Dreifach-Album[8] sowie auf 180 Gramm schwarzen Vinyl von Capitol Records veröffentlicht. Dem Album liegt ein Nachdruck des doppelseitig bedrucktem Posters bei. Die Doppel-CD hat ein aufklappbares Pappcover[9]. Für die Wiederveröffentlichung des Albums wurde das 2013er Remastering übernommen.

## Single-Auskopplungen

### Maybe I’m Amazed
Am 4. Februar 1977 (USA: 4. Februar 1977) erschien die Single Maybe I’m Amazed / Soily.
Die Promotionsingle wurde in den USA wie folgt veröffentlicht: auf der A-Seite befindet sich eine Monoversion und auf der B-Seite die Album-/Singleversion des Liedes. Weiterhin erschien in den USA eine 12″-Vinyl-Promotionsingle, die folgenden Inhalt hat: Maybe I’m Amazed (Short-Version Mono) / Maybe I’m Amazed (Album-Version Mono) / Maybe I’m Amazed (Short-Version Stereo) / Maybe I’m Amazed (Album-Version Stereo). Diese 12″-Vinyl-Single wurde im April 2013 anlässlich des Record Store Day wiederveröffentlicht.

### Weitere Single
In Japan wurde im August 1981 noch die Single Jet / Hi Hi Hi ausgekoppelt.

## Kommerzieller Erfolg

### Chartplatzierungen

#### Album
Das Album erreichte Platz 3 in den niederländischen Charts, Platz 7 in den schwedischen Charts sowie Platz 2 in den norwegischen und neuseeländischen Charts.
| ChartsChartplatzierungen       | Höchstplatzierung | Wochen |
| ------------------------------ | ----------------- | ------ |
| Deutschland (GfK)              | 9 (19 Wo.)        | 19     |
| Österreich (Ö3)                | 12 (13 Wo.)       | 13     |
| Vereinigte Staaten (Billboard) | 1 (90 Wo.)        | 90     |
| Vereinigtes Königreich (OCC)   | 8 (23 Wo.)        | 23     |

Die 2013er Wiederveröffentlichung erreichte Platz 22 in den USA.

#### Singles
| Jahr | Titel                   | Höchstplatzierung, Gesamtwochen, AuszeichnungChartplatzierungen (Jahr, Titel, , Platzierungen, Wochen, Auszeichnungen, Anmerkungen) | Höchstplatzierung, Gesamtwochen, AuszeichnungChartplatzierungen (Jahr, Titel, , Platzierungen, Wochen, Auszeichnungen, Anmerkungen) | Anmerkungen                           |
| Jahr | Titel                   | UK | US | Anmerkungen                           |
| ---- | ----------------------- | --- | --- | ------------------------------------- |
| 1977 | Maybe I’m Amazed (live) | UK28 (5 Wo.)UK | US10 (13 Wo.)US | Erstveröffentlichung: 25. Januar 1977 |

### Auszeichnungen für Musikverkäufe
| Land/Region                  | Auszeichnungen für Musikverkäufe (Land/Region, Auszeichnung, Verkäufe) | Verkäufe  |
| ---------------------------- | ---------------------------------------------------------------------- | --------- |
| Kanada (MC)                  | Platin                                                                 | 100.000   |
| Vereinigte Staaten (RIAA)    | Platin                                                                 | 1.000.000 |
| Vereinigtes Königreich (BPI) | Gold                                                                   | 100.000   |
| Insgesamt                    | 1× Gold · 2× Platin ·                                                  | 1.200.000 |

Hauptartikel: Paul McCartney/Auszeichnungen für Musikverkäufe

## Promotionveröffentlichung
Für Werbezwecke zur Wiederveröffentlichung des Albums im Mai 2013 wurde das Kompilationsalbum Wings over America Box Set Sampler mit folgenden elf Liedern hergestellt:
1. Venus and Mars / Rockshow / Jet
2. Lady Madonna
3. The Long and Winding Road
4. Live and Let Die
5. Picasso’s Last Words
6. Blackbird
7. Let ’Em In
8. Silly Love Songs
9. Band on the Run
10. Hi, Hi, Hi
11. Maybe I’m Amazed (Radio Edit)

## Videoveröffentlichung
Der Konzertfilm Rockshow wurde erst im Jahr 1980 fertiggestellt und hatte im November 1980 seine Kinopremiere in New York im Ziegfeld Theatre. Sämtliche Lieder der LP/CD sind auch im Film enthalten, die Aufnahmeorte der einzelnen Lieder sind aber nicht identisch, so wurden die Lieder Venus and Mars / Rock Show, Beware my Love, Letting Go und Band on the Run am 10. Juni 1976 aufgenommen; Maybe I’m Amazed, The Long and Winding Road, Yesterday und Silly Love Songs wurden am 25. Mai 1976 in New York gefilmt, die restlichen Lieder wurden am 22. Juni 1976 in Los Angeles aufgenommen. Die musikalische Produktion erfolgte von Chris Thomas.
Im Oktober 1981 erschien eine gekürzte Version des Films auf VHS. Die Lieder Blackbird, Call Me Back Again, Picasso’s Last Words (Drink to Me), Lady Madonna, The Long and Winding Road, My Love und Richard Cory sind nicht enthalten.
Im Juni 2013 wurde Rockshow in einer restaurierten und remasterten Version als Blu-ray und DVD in einer 5.1-Abmischung wiederveröffentlicht. Diese Veröffentlichung, die Linda McCartney und Jimmy McCulloch gewidmet ist, umfasst sämtliche Lieder, die auch auf der LP/CD enthalten sind.
Ebenfalls wurde von der Welttournee Wings over the World ein gleichnamiges Fernsehspecial produziert, das unter anderem Material von Rockshow beinhaltete. Die Fernsehausstrahlung erfolgte am 16. März 1979 in den USA und am 8. April 1979 in Großbritannien. Die Veröffentlichung von Wings over the World erfolgte im Mai 2013 im Rahmen der Wiederveröffentlichung der CD Wings over America in der Limited Deluxe Edition.

## Weitere Information
Bevor die USA-Tournee am 3. Mai 1976 begann, besuchte Paul McCartney am 24. April John Lennon in New York. Es war das letzte Treffen der beiden Ex-Beatles.
Während des Konzerts am 25. Juni 1976 in Los Angeles war Ringo Starr im Publikum anwesend und ist am Ende des Auftritts mit auf die Bühne gegangen, wirkte aber musikalisch nicht mit. Im Film Wings over the World ist zu sehen, wie Ringo Starr und Paul McCartney sich im Backstage-Bereich treffen.